# Fillano
Fillano (... – Siracht, 9 gennaio metà dell'VIII secolo) è stato abate del monastero scozzese di San'Andrea e poi eremita. Il suo culto come santo è stato confermato da papa Leone XIII nel 1898.

## Biografia
Secondo la sua Vita, era di origine irlandese e figlio di santa Chentigerna: ricevette l'abito monastico dall'abate Munna e visse da eremita in una cella presso il monastero scozzese di Sant'Andrea, di cui poi fu eletto abate. Rinunciata alla carica, si ritirò nuovamente a vita eremitica a Siracht, nella contea di Fife, dove eresse la cappella in cui visse fino alla morte.

## Il culto
Il suo culto popolare fu sempre vivo tra gli scozzesi: il suo nome è ricordato nel martirologio di Oengus dell'804 e nel breviario di Aberdeen; il re Roberto I Bruce attribuì alla sua intercessione la vittoria riportata sugli inglesi a Bannockburn il 24 giugno 1314.
Papa Leone XIII, con decreto dell'11 luglio 1898, ne confermò il culto con il titolo di santo.
Il suo elogio si legge nel martirologio romano al 9 gennaio.